# Did You Know That There's a Tunnel Under Ocean Blvd
| Recensione           | Giudizio |
| -------------------- | -------- |
| AllMusic             |          |
| Clash                | 7/10     |
| Exclaim!             | 9/10     |
| NME                  |          |
| Ondarock             | 7/10     |
| Pitchfork            | 8,3/10   |
| Rockol               | 7,5/10   |
| Slant Magazine       |          |
| The Guardian         |          |
| The Independent      |          |
| The Line of Best Fit | 7/10     |

Did You Know That There's a Tunnel Under Ocean Blvd è il nono album in studio della cantante statunitense Lana Del Rey, pubblicato il 24 marzo 2023.

## Pubblicazione
Nel dicembre 2022, la cantante ha aggiornato il logo officiale del suo sito web e ha annunciato in un'intervista per l'emittente latina-americana ¡Hola! TV che stava preparando l'annuncio dell'uscita del suo prossimo album.
Il titolo dell'album è stato confermato insieme alla copertina il 7 dicembre 2022. Lo stesso giorno è uscito anche il singolo apripista dell'album, il quale porta lo stesso nome del disco, Did You Know That There's a Tunnel Under Ocean Blvd. Il 14 febbraio 2023 è uscito il secondo singolo, A&W, mentre il terzo singolo, The Grants, è uscito il 14 marzo dello stesso anno.
L'album è stato pubblicato il 24 marzo 2023. Did You Know That There’s a Tunnel Under Ocean Blvd ha ricevuto il plauso della critica, che si è complimentata con l'esibizione vocale di Lana Del Rey e il materiale presente nell'album.

## Descrizione
Il titolo è un riferimento al "dimenticato" Jergings Tunnel, situato sotto la strada Hollywood Boulevard, chiuso durante gli anni Sessanta. L'album è composto da sedici tracce, di cui quattordici canzoni e due interludi. In un'intervista condotta da Billie Eilish per Interview, la cantante ha rivelato che voleva che la musica per l'album avesse «un elemento spirituale». Margaret, la tredicesima traccia, è stata ispirata dalla fidanzata di Jack Antonoff, Margaret Qualley, e presenta la band di Antonoff, i Bleachers. Kintsugi e Fingertips sono state descritte da Lana Del Rey come «super lunghe e prolisse», contenenti i suoi «pensieri più intimi». La traccia finale, Taco Truck x VB, è stata immediatamente associata dai fan alla sua canzone del 2018 Venice Bitch, dopo l'uscita della track list; in un'intervista con Rolling Stone UK, Lana Del Rey ha confermato queste supposizioni, affermando che il brano sarebbe «la versione sporca, pesante, originale e mai sentita di Venice Bitch».

## Tracce
1. The Grants – 4:55 (Lana Del Rey, Mike Hermosa)
2. Did You Know That There's a Tunnel Under Ocean Blvd – 4:45 (Lana Del Rey, Mike Hermosa)
3. Sweet – 3:36 (Lana Del Rey, Drew Erikson)
4. A&W – 7:13 (Lana Del Rey, Jack Antonoff, Sam Dew)
5. Judah Smith Interlude – 4:36 (Lana Del Rey, Jack Antonoff, Judah Smith)
6. Candy Necklace (feat. Jon Batiste) – 5:14 (Lana Del Rey, Jon Batiste)
7. Jon Batiste Interlude – 3:33 (Lana Del Rey, Jon Batiste)
8. Kintsugi – 6:18 (Lana Del Rey, Jack Antonoff)
9. Fingertips – 5:48 (Lana Del Rey, Drew Erikson)
10. Paris, Texas (feat. SYML) – 3:26 (Lana Del Rey, Brian Fennel)
11. Grandfather Please Stand on The Shoulders of My Father While He's Deep-Sea Fishing (feat. Riopy) – 4:00 (Lana Del Rey, Riopy)
12. Let the Light In (feat. Father John Misty) – 4:38 (Lana Del Rey, Mike Hermosa, Benji Lysaght)
13. Margaret (feat. Bleachers) – 5:39 (Lana Del Rey, Jack Antonoff)
14. Fishtail – 4:02 (Lana Del Rey, Jack Antonoff, Aljosha Frederick Konstanty, Anne Tomberlin)
15. Peppers (feat. Tommy Genesis) – 4:08 (Lana Del Rey, Tommy Genesis, Mike Hermosa, Benji Lysaght)
16. Taco Truck x VB – 5:53 (Lana Del Rey, Jack Antonoff, Mike Hermosa)

## Classifiche

### Classifiche settimanali
| Classifica (2023) | Posizione massima |
| ----------------- | ----------------- |
| Australia         | 1                 |
| Austria           | 4                 |
| Belgio (Fiandre)  | 1                 |
| Belgio (Vallonia) | 2                 |
| Canada            | 3                 |
| Croazia           | 2                 |
| Danimarca         | 6                 |
| Finlandia         | 6                 |
| Francia           | 2                 |
| Germania          | 3                 |
| Grecia            | 1                 |
| Irlanda           | 1                 |
| Islanda           | 4                 |
| Italia            | 6                 |
| Lettonia          | 2                 |
| Lituania          | 4                 |
| Norvegia          | 2                 |
| Nuova Zelanda     | 1                 |
| Paesi Bassi       | 1                 |
| Polonia           | 4                 |
| Portogallo        | 1                 |
| Regno Unito       | 1                 |
| Repubblica Ceca   | 10                |
| Slovacchia        | 13                |
| Spagna            | 6                 |
| Stati Uniti       | 3                 |
| Svezia            | 6                 |
| Svizzera          | 4                 |
| Ungheria          | 8                 |

### Classifiche di fine anno
| Classifica (2023) | Posizione |
| ----------------- | --------- |
| Portogallo        | 11        |
| Spagna            | 75        |
| Classifica (2024) | Posizione |
| Portogallo        | 114       |